# Manuel Martínez Íñiguez
Manuel Martínez Íñiguez (* 3. Januar 1972 in Guadalajara, Jalisco), auch bekannt unter dem Spitznamen El Matador, ist ein ehemaliger mexikanischer Fußballspieler, dessen Stammposition sich im (defensiven) Mittelfeld befand.

## Leben

### Verein
"El Matador" Martínez begann seine Profikarriere in der Saison 1991/92 bei seinem Heimatverein Chivas Guadalajara, für den er bis zur Saison 998/99 spielte und mit dem er im Sommer 1997 die mexikanische Meisterschaft gewann. Über León kam er zum CD Toluca, mit dem er in der Apertura 2000 seinen zweiten Meistertitel gewann. Danach spielte er eine Halbsaison in seiner Heimatstadt Guadalajara für Atlas Guadalajara, den Stadtrivalen seines Exvereins Chivas, bevor er für die Saison 2001/02 zum CF La Piedad wechselte und in der Saison 2002/03 für den Querétaro FC spielte, nachdem dieser Verein die Erstligalizenz von La Piedad übernommen hatte.

### Nationalmannschaft
Im Sommer 1995 kam "El Matador" Martínez zu drei kurzzeitigen Länderspieleinsätzen für die mexikanische Nationalmannschaft gegen Kolumbien (0:0), Paraguay (1:2) und die USA (0:0). Seinen vierten und letzten Länderspieleinsatz absolvierte er am 5. Juli 2000 beim 2:1-Sieg gegen Venezuela.

## Erfolge
- Mexikanischer Meister: Verano 1997 (mit Guadalajara), Apertura 2000 (mit Toluca)